# Indiaroba (kommun)
Indiaroba är en kommun i Brasilien.   Den ligger i delstaten Sergipe, i den östra delen av landet, 1 200 km öster om huvudstaden Brasília. Antalet invånare är 15 861.
Följande samhällen finns i Indiaroba:
- Indiaroba

Trakten runt Indiaroba består huvudsakligen av våtmarker. Runt Indiaroba är det glesbefolkat, med 9 invånare per kvadratkilometer.